# Lifes Rich Pageant
Lifes Rich Pageant – czwarty album studyjny zespołu R.E.M. wydany w 1986 roku.

## Lista utworów
1. „Begin the Begin” – 3:28
2. „These Days” – 3:24
3. „Fall on Me” – 2:50
4. „Cuyahoga” – 4:19
5. „Hyena” – 2:50
6. „Underneath the Bunker” – 1:25
7. „The Flowers of Guatemala” – 3:55
8. „I Believe” – 3:49
9. „What If We Give It Away?” – 3:33
10. „Just a Touch” – 3:00
11. „Swan Swan H.” – 2:42
12. „Superman” – 2:52

## Twórcy
- Michael Stipe – wokal
- Bill Berry – perkusja, wokal
- Peter Buck – gitara
- Mike Mills – gitara basowa wokal